# Sadock Ndobé
Sadock Ndobé (ur. 9 września 1998 w Bangi) – środkowoafrykański piłkarz grający na pozycji środkowego obrońcy. Od 2023 jest zawodnikiem klubu AS Otohô.

## Kariera klubowa
Swoją karierę Ndobé rozpoczął w klubie ASDR Fatima. W sezonie 2017/2018 zadebiutował w jego barwach w pierwszej lidze środkowoafrykańskiej. W debiutanckim sezonie zdobył z nim Puchar Republiki Środkowoafrykańskiej. W latach 2019–2021 był zawodnikiem klubu AS Tempête Mocaf. W 2021 zdobył z nim krajowy puchar. Latem 2021 wrócił do ASDR Fatima. W sezonie 2022/2023 grał w Red Star de Bangui, z którym został wicemistrzem kraju. W 2023 przeszedł do kongijskiego AS Otohô.

## Kariera reprezentacyjna
W reprezentacji Republiki Środkowoafrykańskiej Ndobé zadebiutował 27 marca 2017 roku w przegranym 1:2 towarzyskim meczu z Gambią.